# カンジーラ
カンジーラは、南インド音楽で使用されるフレームドラムの一種である。
打面にはトカゲの皮が非常にきつく張られており、低音を出すために水で湿らせて張力を弱めてから演奏する。ただし、湿らせすぎると音が出ないということや、演奏中に音程が変わってくること、演奏当日の気温や湿度によって大きく音質が左右されるという難点があるため、プロの奏者はいくつかのカンジーラを持ち歩いており、その中から丁度よいものを選んで演奏する。
また、トカゲ皮の輸入は規制されているため、プラスチックや、他の動物の皮で代用したものもある。プラスチック製のものは湿気の影響も受けにくく、安価なものが多いので、手軽な楽器として親しまれている。
胴体はパラミツなどの木材でできており、深さはおよそ5センチ程度である。打面の直径は18〜22センチ程度である。

## 著名な奏者
- G・ハリシャンカール
- V・セルヴァガネーシュ
- ガネーシュ・クマール